# Canal du Grand Morin
Le canal du Grand Morin est un canal de Seine-et-Marne, long de 3,4 kilomètres, reliant le Grand Morin (Saint-Germain-sur-Morin) au canal de Chalifert à (Esbly), Il compte une écluse.

## Communes traversées
- Esbly ~ Montry ~ Saint-Germain-sur-Morin ~ Couilly-Pont-aux-Dames.

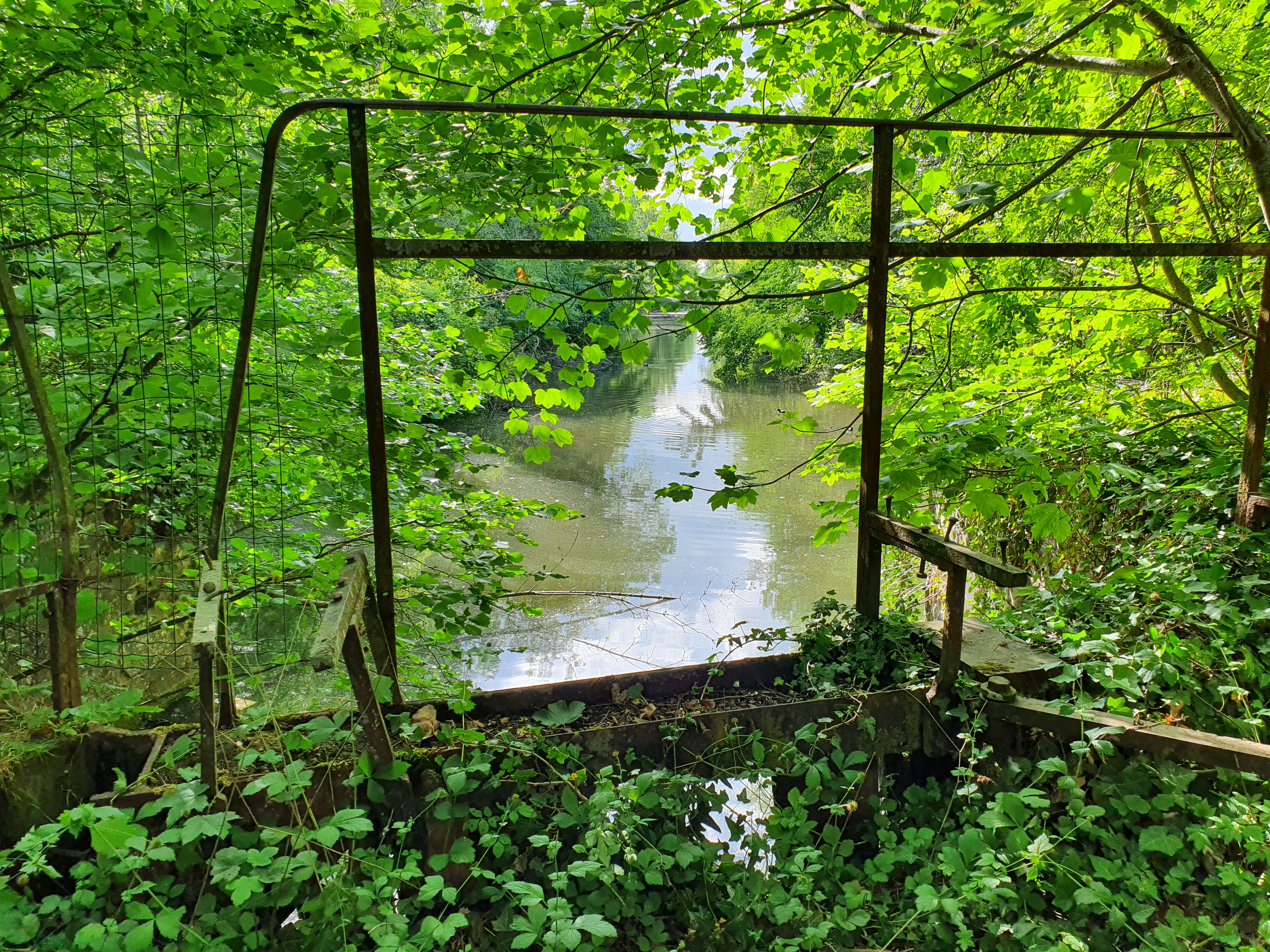
L'ancienne écluse qui permettait de desservir le port de Saint-Germain-sur-Morin et qui a été définitivement fermée en 1963.